# بهاره آروین
بهاره آروین عضو هیئت علمی گروه جامعه‌شناسی دانشگاه تربیت مدرس و دکترای جامعه‌شناسی از دانشگاه تهران است. وی از اعضای شورای شهر تهران بوده‌است که در سال ۱۳۹۶ به عنوان عضو لیست امید اصلاح طلبان در انتخابات پنجمین دوره شوراهای اسلامی شهر و روستا شرکت نمود و با اخذ ۱٬۲۸۵٬۲۳۷ رای بعنوان نفر ششم در میان بیست و یک عضو شورای شهر انتخاب گردید.

## سوابق اجرایی
- عضو پنجمین دوره شورای شهر تهران
- مدیر گروه روش‌شناسی انجمن جامعه‌شناسی ایران
- پژوهشگر ارشد مرکز تحقیقات استراتژیک مجمع تشخیص مصلحت نظام از سال ۱۳۸۴–۸۶
- عضو شورای جوانان بنیاد باران از سال ۱۳۸۴–۱۳۸۶
- حضور و مشارکت در شورای جوانان حلقه زنان جبهه مشارکت ایران اسلامی
- عضویت در ستادهای انتخاباتی اصلاح طلبان ۸۴٬۸۶٬۸۸
- عضو شورای راهبردی مؤسسه مطالعاتی حامیان فردا[نیازمند منبع]

## فعالیت‌های سیاسی

### عضویت در پنجمین دورهشورای شهر تهران
وی کاندیدای انتخابات شورای شهر تهران ۱۳۹۶ بود و در در لیست امید اصلاح طلبان حضور داشت. پس از شمارش آرا در تاریخ ۳۱ اردیبهشت ۱۳۹۶ با کسب ۱٬۲۸۵٬۲۳۷ رای، راهی شورای شهر تهران شد.
طبق گفته علی شکوری راد دبیرکل حزب اتحاد ملت ایران اسلامی، معرف بهاره آروین به لیست امید شورای شهر تهران حمیدرضا جلایی پور بوده‌است، اما از آنجایی که جلایی‌پور عضو شورای سیاست‌گذاری اصلاح‌طلبان نبود در حضور وی در فهرست امید نقش مستقیم نداشت. بهاره آروین با شعار «شهرداری تمام شیشه‌ای» وارد شورا شد.

### عدم نامزدی دوره ششم شورای شهر تهران
بهاره آروین در لیست اعلامی از سوی اصلاح طلبان حضور نداشت و در یک پست اینستاگرامی در صفحه شخصی خود زهرا بهروزآذر را به عنوان جایگزین خود برای پروژه شهرداری تمام شیشه‌ای و شفافیت معرفی کرد .

## دیدگاه‌ها
آروین معتقد است در انتخابات ریاست جمهوری ۱۳۸۸ ایران تقلب نشده و میرحسین موسوی بازندهٔ این انتخابات بوده‌است.